# Ogre (Lettonie)
Pour les articles homonymes, voir Ogre (homonymie).
Ogre ( wogré) est une ville de Lettonie centrale, à 36 km de Rīga, au confluent de la Daugava et de la rivière Ogre. Ogre est composé de trois parties : Jaunogre (« la Nouvelle Ogre »), Ogre (le centre de la ville) et Pārogre (« Ogre de l'autre côté » [de la rivière], même si la région ne se situe pas du tout de l'autre côté de la rivière).
La ville possède un centre culturel, une école d'arts et une de musique. La ville a trois écoles de langue lettone et une de langue russe, la Jaunogres vidusskola.

## Étymologie
Le nom de la ville à plusieurs origines possibles.
- L'origine russe (угри — ougri : signifie « les anguilles », la rivière Ogre fut jadis foisonnante d'anguilles). Une légende lettonne dit que c'est Catherine II de Russie qui aurait donné son nom à la rivière. Cependant, pendant l'occupation soviétique, la propagande soviétique était parfois disponible sous forme d'écussons montrant le visage de Lénine et le nom Ogre en dessous.
- L'origine balto-slave : ungurys, uogrė.
- L'origine live : Vogen (Wogene, Woga) le mot « Vogen » signifiait « pointus, ondulés (rivière) » connexion avec l'estonien « voog » qui signifie le flux, la vague et voogama - « qui coule ».